# Оленин, Михаил Петрович
Михаил Петрович Оленин (13 (25) апреля 1896, Нижний Новгород — 4 ноября 1970, Москва) — советский скульптор. Автор множества бюстов советских лётчиков и медиков.

## Биография
Родился 13 (25) апреля 1896 года в Нижнем Новгороде в бедной еврейской семье Лейзеровичей. Был усыновлён певцом Петром Олениным, получил его фамилию и отчество.
В 1914 году поступил в Московское училище живописи, ваяния и зодчества, позднее учился во ВХУТЕМАСе. Его преподавателями были С. М. Волнухин, С. Т. Конёнков и А. С. Голубкина. Окончил ВХУТЕМАС в 1923 году.
Служил в Русской армии, в артиллерийской батарее на Западном фронте Первой мировой войны. В 1916 году его портрет под названием «Портрет военного» написал И. Е. Репин. В 1917 году Михаил Оленев лепил с натуры бюст генерала А. А. Брусилова.
Михаил Оленин жил и работал в Москве. Мастерская скульптора располагалась на Хорошёвском шоссе. Являлся убеждённым реалистом. Считал своими учителями М. М. Антокольского, О. Родена и В. И. Мухину.
Во время Великой Отечественной войны по заданию командующего авиацией дальнего действия А. Е. Голованова работал над скульптурными портретами лётчиков-героев. 18 сентября 1945 года в Москве в Центральном офицерском Доме лётчиков открылась персональная выставка Михаила Оленина, на которой были представлены выполненные в годы войны 28 скульптурных портретов советских лётчиков-истребителей.
Жил в Москве по адресу: Хорошёвское шоссе, дом 5. Умер в Москве 4 ноября 1970 года. Похоронен в колумбарии Новодевичьего кладбища (секция 126).

## Работы
- Бюст писателя А. Н. Радищева (1918)[10]
- Бюст дважды Героя Советского Союза лётчика А. В. Алелюхина в посёлке Кесова Гора (модель 1946, открыт в 1953)[11][5]
- Бюст дважды Героя Советского Союза лётчика Аметхана Султана в Алупке (открыт в 1955)[6][8][5]
- Бюст дважды Героя Советского Союза лётчика В. Д. Лавриненкова в городе Починок (открыт в 1948)[6][5][12]
- Бюст дважды Героя Советского Союза лётчика А. И. Молодчего[8]
- Бюст дважды Героя Советского Союза лётчика Н. М. Скоморохова[8]
- Бюст Героя Советского Союза лётчика А. А. Алехновича (Центральный музей Военно-воздушных сил)[13]
- Бюст Героя Советского Союза лётчика И. Ф. Балашова[8]
- Бюст Героя Советского Союза лётчика С. И. Куликова[6]
- Бюст Героя Советского Союза лётчика Э. К. Пусэпа[8]
- Бюст Героя Советского Союза лётчика С. М. Романова[8][14]
- Бюст Героя Советского Союза лётчика В. Н. Харитонова (Центральный музей Военно-воздушных сил)[15]
- Бюст Героя Советского Союза лётчика В. П. Чкалова[8]
- Бюст Героя Советского Союза лётчика Д. В. Чумаченко[8]
- Бюст Героя Советского Союза лётчика С. И. Швеца[6]
- Бюст Героя Советского Союза лётчика А. П. Штепенко[8]
- Бюст лётчика С. Я. Бурдыгова[6]
- Бюст лётчика И. Г. Чучина (Череповецкое музейное объединение)[16]
- Бюст учёного-авиатора Б. Н. Юрьева (Смоленский государственный музей-заповедник)[17]
- Бюст биохимика и физиолога растений, академика А. Н. Баха (Военно-медицинский музей)[18]
- Бюст физиолога, академика К. М. Быкова (1943, Военно-медицинский музей)[19]
- Бюст государственного деятеля М. И. Калинина (в гипсе 1945, отлив в бронзе 1946, ГТГ)[3]
- Бюст архиепископа Луки (1947)[20]
- Бюст биолога и биохимика, академика А. И. Опарина (1965, Государственный центральный музей современной истории России)[21]
- Бюст основоположника советской онкологии Н. Н. Петрова (РОСИЗО)[22]
- Бюст хирурга С. С. Юдина (бронза, 1955, Медицинский музей)
- Барельефный портрет хирурга С. С. Юдина в фойе операционного корпуса Института скорой помощи имени Склифосовского (мрамор, 1961)[23]
- Памятник терапевту, академику А. Л. Мясникову у Московского института кардиологии (установлен в 1973)[24]